# سبنسر جي. ميلارد
سبنسر جي. ميلارد (بالإنجليزية: Spencer G. Millard)‏ هو محامي وسياسي أمريكي، ولد في 10 يوليو 1856، وتوفي في 24 أكتوبر 1895 في لوس أنجلوس في الولايات المتحدة. حزبياً، نشط في الحزب الجمهوري. وقد انتخب نائب حاكم كاليفورنيا ‏.